# Komplettmaschine
Eine Komplettmaschine ist eine Druckmaschine, die in einem Arbeitsgang beide Seiten eines Bogens bedrucken kann. Sie wurde erstmals von Friedrich Koenig zwischen 1814 und 1816 gebaut. 1816 wurde die erste Komplettmaschine in der Druckerei von Thomas Bensley aufgestellt. 1823 wurde die erste Komplettmaschine nach Berlin geliefert.
Diese Presse hatte an jedem Ende ein Färbewerk. Des Weiteren besitzt eine Komplettmaschine zwei Druckformen. Der Bogen wurde durch Schnüre und ein Leitungstuch von einem Zylinder zum nächsten transportiert. Am Ende des Druckvorgangs ist der Bogen zugleich auf der Schön- und Widerdrucksseite bedruckt.
Die Leistungsfähigkeit der ersten Komplettmaschine lag bei etwa 1.000 Bogen in der Stunde.